# Aeropuerto Internacional Yeager
El Aeropuerto Internacional Yeager de Virginia Occidental (del inglés: Yeager Airport) (IATA: CRW, OACI: KCRW, FAA LID: CRW) es un aeropuerto público a 4,8 kilómetros 
(2,983 mi) al este del centro de Charleston, en el condado no incorporado de Kanawha, Virginia Occidental, Estados Unidos. Es propiedad de la Autoridad Aeroportuaria Regional del Centro de Virginia Occidental. El aeropuerto alberga la Base de la Guardia Nacional Aérea de McLaughlin, hogar de ocho aviones Hércules C-130 de la 130.ª Ala de Transporte Aéreo de la Guardia Nacional Aérea de Virginia Occidental (en inglés: 130th Airlift Wing, 130 AW).
El aeropuerto se encuentra en la cima de una colina a más de 92 metros (302 pies) sobre los valles de los ríos Elk y Kanawha, y la colina desciende bruscamente por todos lados. Los pasajeros que llegan disfrutan de una vista del centro de Charleston o de las colinas al norte y al este del campo.

## Instalaciones
El Aeropuerto Internacional Yeager de Virginia Occidental cubre 767 acre (310 hectáreas) a una altitud de 947 pies (289 m) sobre el nivel medio del mar. Tiene una pista de asfalto, 5/23, de 6,715 a 150 pies (2 a 45,7 m).
El rumbo de la pista 5/23 es 235°. Se construyó un sistema de detención de materiales de ingeniería (EMAS) al final de la pista 5 para que actúe como equivalente a un área de seguridad de pista de 1000 pies (305 m), según lo exige la FAA. La pista secundaria 15/33 de Yeager, ahora calle de rodaje C, tenía un rumbo de 335° y tenía 4750 pies (1448 m) de largo. Fue utilizado principalmente por la aviación general.

## Historia
Durante la Segunda Guerra Mundial, el aeropuerto de Charleston, Wertz Field, cerró cuando el gobierno federal bloqueó los accesos al aeropuerto y construyó una planta de caucho sintético junto al aeropuerto. Ya había planes para un nuevo aeropuerto de Charleston.
La ciudad inició su construcción en 1944; El aeropuerto abrió en 1947 como Aeropuerto de Kanawha y American Airlines comenzó operaciones en diciembre de ese año. En 1950 se construyó una terminal, diseñada por Tucker & Silling. En 1985, el aeropuerto recibió el nombre del entonces general de brigada Charles «Chuck» Yeager, originario del cercano condado de Lincoln, que piloteó el primer vuelo supersónico del mundo en el Bell X-1. En 1986 se renovó la terminal. La Sala C, diseñada por L. Robert Kimball and Associates y con un costo de 2,8 millones de dólares, se completó en 2001.
El 27 de febrero de 2008, la Junta Directiva de CRW votó a favor de cerrar la pista secundaria, Rwy 15/33, para permitir la construcción de dos nuevos hangares y espacio de rampa para cuatro C-130 más que tendrán su base en las instalaciones de la Guardia Nacional Aérea. Permitirá al aeropuerto triplicar el espacio de hangares del área de aviación general y proporcionar estacionamiento para hasta diez aviones comerciales adicionales. Se donaron 5 millones de dólares al aeropuerto para construir una marquesina alrededor del frente de la terminal. Se donaron 2 millones de dólares adicionales para un pasillo cubierto desde la terminal hasta el estacionamiento.

## Salas

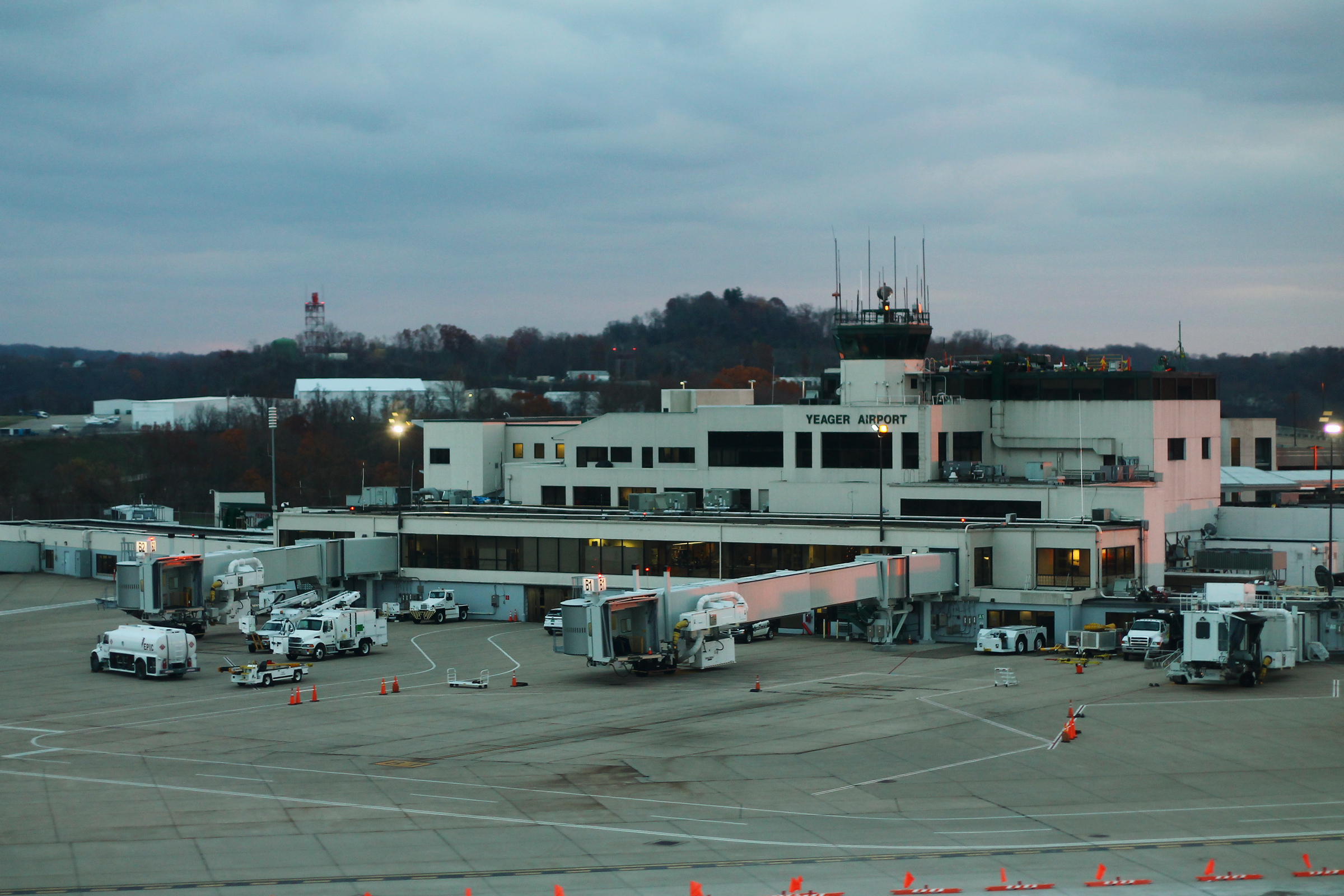
Lado aire del aeropuerto.

El Aeropuerto Internacional Yeager de Virginia Occidental tiene tres salas.
Sala A
La sala A tiene siete puertas y es utilizada por United. Se accede a través de una escalera y un ascensor a la izquierda de la Sala B.
Sala B
La sala B tiene dos puertas y es utilizada por Breeze y Delta. Contiene la tienda de regalos del aeropuerto, un servicio de lustrado de zapatos y The Junction Charleston, un restaurante, bar y tienda de regalos propiedad de Faber, Coe & Gregg. El punto de control de la TSA desemboca en la Sala B y todos los pasajeros deben salir del área segura a través de la Sala B.
Sala C
La sala C tiene cinco puertas y se utiliza para vuelos de American. Es la explanada más nueva y se inauguró en 2001. Se accede a través de una escalera y un ascensor a la derecha de la Sala B.

## Aerolíneas y destinos

### Pasajeros
| Aerolíneas        | Destinos                                                                           |
| ----------------- | ---------------------------------------------------------------------------------- |
| American Airlines | Charlotte, Washington-Reagan                                                       |
| Breeze Airways    | Newark, Orlando, Tampa (reinicia el 3 de octubre de 2025) Estacional: Myrtle Beach |
| Delta Connection  | Atlanta                                                                            |
| United Express    | Chicago–O'Hare                                                                     |